# Ammar Ahmed
Ammar Ahmed (Ljungby, 3 luglio 1988) è un calciatore svedese, di ruolo centrocampista.

## Carriera
Ahmed è nato in Svezia da genitori eritrei, ed è cresciuto tra il Fisksätra IF, lo Järla IF e l'AIK. Proprio all'AIK, nel 2006, è stato premiato come miglior giocatore della squadra giovanile di quell'anno.
La sua prima squadra a livello senior è stata il Väsby United, con cui ha disputato il campionato di Division 1 Norra 2007.
Successivamente è sceso in Division 3, il quinto livello del campionato svedese, per giocare con il Värmdö IF. Nei due anni seguenti, la squadra ha militato un gradino più in alto, in Division 2.
Nel 2011 si è trasferito al Dalkurd, società fondata da immigrati curdi, che si apprestava a iniziare il secondo campionato in Division 1 della propria storia. Ahmed ha firmato un contratto di due anni, e vi è rimasto fino alla scadenza.
A partire dalla stagione 2013 è diventato un giocatore dell'Östersund, anche in questo caso firmando un biennale. L'annata ha rappresentato l'esordio nel secondo campionato nazionale sia per il club che per lo stesso giocatore.
In vista del campionato 2015, Ahmed si è legato a parametro zero per due anni all'Åtvidaberg, squadra con cui ha avuto l'opportunità di giocare le prime 28 partite in Allsvenskan della sua carriera. Tuttavia, l'ultimo posto in classifica nell'Allsvenskan 2015 ha costretto il club alla retrocessione in Superettan. Anche in questo caso, Ahmed è rimasto per giocare un secondo anno fino alla scadenza contrattuale.
Nel gennaio del 2017, Ahmed è tornato ad essere un giocatore del Dalkurd dopo il biennio 2011-2012 trascorso con quella maglia. Nel frattempo, rispetto alla precedente parentesi, il Dalkurd era salito in Superettan, ma proprio al termine del campionato 2017 la squadra ha conquistato la prima storica promozione in Allsvenskan. La permanenza del Dalkurd nella massima serie, tuttavia, è durata solo una stagione.
Dopo essere andato in scadenza di contratto con il Dalkurd, nel gennaio 2019 Ahmed si è unito al Syrianska, nel campionato di Superettan. La squadra a fine stagione è retrocessa, ma Ahmed è rimasto comunque a giocare nella seconda serie svedese in virtù del passaggio a parametro zero all'Öster, club in cui ha militato per un anno.
Il 20 aprile 2021 è stato presentato – contemporaneamente a Gabriel Somi – come nuovo ingaggio dello United IK Nordic neopromosso in Division 2, ovvero la quarta serie svedese. Ha lasciato la squadra dopo due stagioni.